# 新店線 (台鐵)

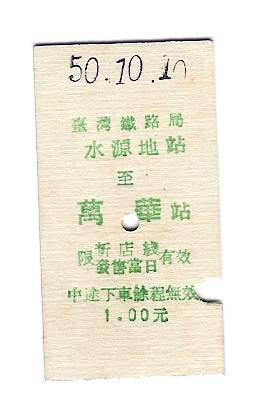
一張於1961年10月10日發售的新店線車票

新店線是一條原為臺北鐵道株式會社私營，二戰後改由臺灣鐵路管理局經營的傳統鐵路支線。路線自萬華站分歧後，逐漸向東南行進至公館、景美，並逐漸南轉，跨過景美溪後繼續南行，最後到達終點新店站。全線於1965年停止營運，大部分路基改建為公路，是台鐵最早停駛的鐵路支線。

## 路線資料
- 經營管轄：臺灣鐵路管理局
- 路線距離：萬華－新店間10.4km
- 軌距：1,067毫米
- 車站數：12（含起訖車站；廢止時數目）
- 開業時間：1921年（大正10年）1月22日萬華車站－公館車站段開通，同年3月23日公館車站－新店車站段營運，1931年（昭和6年）8月1日終點站由新店車站延伸至郡役所前車站，戰後郡役所前車站－新店車站段廢止，終點站再次改為新店車站。
- 廢止時間：1965年（民國54年）3月24日臺北市萬華區已廢止的臺鐵堀江車站－新店車站段結束營運（萬華車站－堀江車站段改為堀江側線使用，後於1968年（民國57年）結束營運）
- 雙線區間：無，全線單線
- 電化區間：無

## 簡介
前身為明治30年代末期之輕便鐵道，以臺北南門（專賣局）為起點通往新店，末端延伸到新店龜山一帶，為臺北南郊重要的交通幹道。此私設軌道為營造業者澤井市造經營，後成立「臺北輕鐵炭礦株式會社」，從運輸業跨足煤炭業，原有軌道無法負荷龐大運輸量，遂增資改組成立臺北鐵道株式會社，從縱貫線萬華站分支興建。其中萬華＝公館段於1921年（大正10年）1月22日通車，1月24日上午10點30分試營運；公館＝新店段則於同年3月25日通車（3月24日試營運）。全線通車時，萬華到新店間的行駛時間約為50分鐘。
最初的興建目的，原本是為了便於接駁運送自木柵、深坑、石碇等地開採的煤礦。當時，臺北鐵道株式會社另經營有2條軌道（運煤台車線）─深坑線（景尾＝石碇 全長10.6哩）與十五分線（景尾＝十五分，全長1.0哩），與可轉乘新店線的景尾、十五分兩站。
後來則略為兼具觀光及通勤鐵路的性質—在過去公路運輸尚不發達的情形下，假日經常有不少遊客搭乘列車，前往離新店站不遠處的碧潭風景區，或換搭台車前往烏來遊覽。臺北帝國大學（今國立臺灣大學）1928年（昭和3年）3月16日创校後，校門口亦有水源地車站服務附近居民。
戰後（1949年（民國38年））新店線由台鐵收購，成為轄下支線。由於北新公路於1950年代中後期完工，並開行臺灣省公路局客運路線，使得新店線的載客量逐年下滑，虧損也日漸嚴重；加上路線並非以作為最大轉運站的台北車站為端點站，更註定了新店線沒落的命運。堀江站=新店站段最終於1965年（民國54年）3月24日停止營運。至于万华站=堀江站改作为堀江侧线使用，直到1968年（民國57年）废止为止，全线于1970年（民國59年）拆除。
新店線廢止後，其原有路基大多被改建為公路。萬華─公館間路段主要修建為今天的汀州路，路幅窄小；萬隆─新店間路段則配合既有道路（台北─新店公路）拓寬，成為今天的羅斯福路五、六段和北新路（編號為台九線）。當時原本有意以汀州路作為聯絡台北與新店之間的替代道路。但根據時任台北市市長高玉樹於回憶錄中的敘述：景美附近有居民透過陳情取得原鐵路用地作為己用，造成汀州路末端無法連接羅斯福路五段，因而作罷。
原路線自萬華車站後站起，沿現今汀州路一、二、三段和四段的前段部分、汀州路四段23巷、羅斯福路五段150巷、羅斯福路五、六段、北新路三、二、一段，抵達新店站（站址於現今光明街47、49號），新店站場站軌道最遠延伸至碧潭堤防邊（今捷運新店站旁之新店路）。
30年後完工通車的台北捷運新店線，路線正是沿台九線地下而行。且萬隆站至新店站段大致與台鐵新店線路線相同，站名亦多重覆，但部分車站位址與現今同名捷運站不相同。
1998年（民國87年）曾在新店線行駛的CK101蒸汽機車復駛，動態保存一段時間，後因種種因素再度停駛並保存在彰化扇形車庫。

## 車站一覽
（包括1965年(民國54年)4月24日停駛前已經廢站者）
| 車站名稱 （國音電碼） | 英譯                         | 營業里程 萬華起 | 廢站前等級 | 續接／交會路線及備註 | 所在地 | 所在地 | 所在地                                                          |
| --------------------- | ---------------------------- | --------------- | ---------- | --- | ------ | ------ | --------------------------------------------------------------- |
| 萬華（ㄨㄢ）          | Manka→Wanhua                 | 0.0             | 一等       | 可轉乘縱貫線 | 台北市 | 雙園區 | 艋舺大道、康定路口                                              |
| 堀江（ㄐㄤ）          | Kuchiang                     | 0.5             | 貨運       | 貨運站，未辦理客運；1938年10月29日設站，新店線廢止後曾一度繼續辦理貨運，於1980年11月28日停用。                               | 台北市 | 古亭區 | 汀州路一段、中華路口                                            |
| 和平（ㄏㄜ）          | Babachō(馬場町)→Hoping       | 1.1             | 招呼       | 啟用時稱為「馬場町」；汽油車招呼站；1936年（昭和11年）11月26日设站，曾于1942年（昭和17年）一度废止，1950年以和平為名復設車站 | 台北市 | 古亭區 | 汀州路一段115巷口                                               |
| 螢橋（ㄧㄑㄠ）        | Hotarubashi→Yingchiao        | 1.9             | 三等       | 啟用時稱為「螢橋驛」 | 台北市 | 古亭區 | 汀州路二段75號（自廈門街34巷出入）                              |
| 古亭（ㄍㄨ）          | Koteichō(古亭町)→Kuting      | 2.6             | 招呼       | 啟用時稱為「古亭町」，1928年（昭和3年）8月20日設站，1950年改為此名                                                           | 台北市 | 古亭區 | 汀州路二段245巷口                                               |
| 仙公廟                | Senkōbyō                     | 3.4             | 招呼       | 1945年10月31日廢止 | 台北市 | 古亭區 | 汀州路三段、羅斯福路三段210巷口                                 |
| 水源地（ㄕㄩㄉ）      | Suigenchi→Shuiyuan Ti        | 3.9             | 三等       | | 台北市 | 古亭區 | 汀州路三段、羅斯福路三段316巷口，昔日曾是台北帝國大學的通勤車站 |
| 公館（ㄍㄨㄥ）        | Kōkan→Kungkuan               | 4.5             | 簡易       | 1963年(民國52年)11月1日由三等站降為簡易站                                                                                    | 台北市 | 古亭區 | 汀州路三段230巷口                                               |
| 萬隆（ㄨㄢㄌ）        | Jyūgofun(十五分)→Wanlung     | 5.8             | 簡易       | 啟用時稱為「十五分」，1950年改為此名                                                                                         | 台北縣 | 景美鎮 | 羅斯福路六段、景隆街口                                          |
| 製壜會社前            | Seibinkaisha-Mae             | 6.5             | 招呼       | 1936年（昭和11年）11月26日设站，時間不詳更名為「製壜會社前」，1945年10月31日廢止                                             | 台北縣 | 景美鎮 | 羅斯福路六段、景華街口                                          |
| 景美（ㄐㄧㄥ）        | Keibi(景尾)→Chingmei         | 6.8             | 三等       | 啟用時稱為「景尾驛」，1950年改為此名                                                                                         | 台北縣 | 景美鎮 | 羅斯福路六段、車前路口                                          |
| 二十張                | 待考                         | 7.6             | 招呼       | 1945年10月31日廢止 | 台北縣 | 新店鎮 | 北新路三段、順安街口                                            |
| 大坪公學校前          | Taihei Kōgakkō-mae           | 8.0             | 招呼       | 1936年（昭和11年）11月26日設站，1941年（昭和16年）4月1日：更名「大坪公學校前」，1945年10月31日廢止                           | 台北縣 | 新店鎮 | 北新路三段、大豐路口                                            |
| 大坪林（ㄆㄌ）        | Taiheirin→Ta Pinglin         | 8.5             | 簡易       | | 台北縣 | 新店鎮 | 北新路二段、永新街口                                            |
| 七張（ㄑㄓㄤ）        | Shichichōri(七張犁)→Chichang | 9.0             | 招呼       | 啟用時稱為「七張犁」，1936年(昭和11年)11月26日：設置「七張犁乘降場」                                                         | 台北縣 | 新店鎮 | 北新路二段、中正路口                                            |
| 新店（ㄒㄧ）          | Shinten→Hsintien             | 10.4            | 三等       | 啟用時稱為「新店驛」 | 台北縣 | 新店鎮 | 光明街45號                                                      |
| 郡役所前              | Gunyakusho-mae               | 10.7            | 招呼       | 1931年（昭和6年）8月1日由新店延伸至郡役所前；1945年10月31日廢止                                                              | 台北縣 | 新店鎮 |                                                                 |

## 外部連結
- 台鐵新店線路線圖 - Google Maps （页面存档备份，存于）
- 北鐵萬新鐵路（臺鐵新店線） - Google 我的地圖 （页面存档备份，存于）